# Qatar Stars League 2025-26
La Qatar Stars League 2025-26, también llamada Ooredoo Stars League por motivos de patrocinio, es la edición número 53 de la Qatar Stars League, la máxima categoría del fútbol de Catar. La temporada comenzó el 14 de agosto de 2025y terminará en abril de 2026.
El Al-Sadd es el campeón defensor.

## Equipos participantes
El club Al-Sailiya fue promovido de la Segunda División de Catar 2024-25. Sustituyendo al descendido Al-Khor.

### Ciudades y estadios

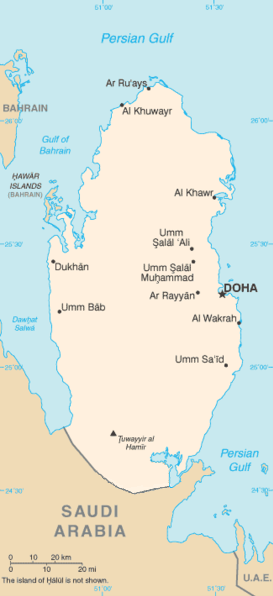
Catar

| Equipo        | Entrenador       | Ciudad             | Estadio               | Capacidad |
| ------------- | ---------------- | ------------------ | --------------------- | --------- |
| Al-Ahli Doha  | Igor Bišćan      | Doha               | Hamad bin Khalifa     | 12 000    |
| Al-Arabi SC   | Pablo Amo        | Doha               | Grand Hamad           | 13 000    |
| Al-Duhail SC  | Djamel Belmadi   | Doha               | Abdullah Bin Khalifa  | 9 000     |
| Al-Gharafa SC | Pedro Martins    | Doha               | Thani bin Jassim      | 25 000    |
| Al-Rayyan SC  | Artur Jorge      | Rayán              | Áhmad bin Ali         | 45 032    |
| Al-Sadd SC    | Félix Sánchez    | Rayán              | Jassim bin Hamad      | 15 000    |
| Al-Sailiya    | Mirghani Al Zain | Doha               | Hamad bin Khalifa     | 12 000    |
| Al-Shahaniya  | Santi Denia      | Doha               | Grand Hamad           | 13 000    |
| Al-Shamal SC  | David Prats      | Madinat ash Shamal | Al-Shamal SC          | 5 000     |
| Al-Wakrah SC  | Vicente Moreno   | Al Wakrah          | Saoud bin Abdulrahman | 20 000    |
| Qatar SC      | Tintín Márquez   | Doha               | Suheim Bin Hamad      | 20 000    |
| Umm-Salal SC  | Patrice Carteron | Umm Salal          | Thani bin Jassim      | 25 000    |

## Desarrollo

### Clasificación
| Pos. | Equipo       | Pts. | PJ | G | E | P | GF | GC | Dif. | Clasificación 2026-27                      |
| ---- | ------------ | ---- | -- | - | - | - | -- | -- | ---- | ------------------------------------------ |
| 1    | Al-Gharafa   | 3    | 1  | 1 | 0 | 0 | 4  | 2  | +2   | Fase de liga de la Liga de Campeones Élite |
| 2    | Al-Rayyan    | 3    | 1  | 1 | 0 | 0 | 3  | 1  | +2   | Play-offs de la Liga de Campeones Élite    |
| 3    | Al-Shamal    | 3    | 1  | 1 | 0 | 0 | 2  | 0  | +2   | Fase de grupos de la Liga de Campeones 2   |
| 4    | Qatar SC     | 3    | 1  | 1 | 0 | 0 | 3  | 2  | +1   |                                            |
| 5    | Al-Arabi     | 1    | 1  | 0 | 1 | 0 | 2  | 2  | 0    |                                            |
| 6    | Al-Wakrah    | 1    | 1  | 0 | 1 | 0 | 2  | 2  | 0    |                                            |
| 7    | Al-Shahaniya | 1    | 1  | 0 | 1 | 0 | 1  | 1  | 0    |                                            |
| 8    | Al-Duhail    | 1    | 1  | 0 | 1 | 0 | 1  | 1  | 0    |                                            |
| 9    | Al-Sadd      | 0    | 1  | 0 | 0 | 1 | 2  | 3  | −1   |                                            |
| 10   | Umm-Salal    | 0    | 1  | 0 | 0 | 1 | 2  | 4  | −2   |                                            |
| 11   | Al-Sailiya   | 0    | 1  | 0 | 0 | 1 | 1  | 3  | −2   | Play-off de descenso                       |
| 12   | Al-Ahli      | 0    | 1  | 0 | 0 | 1 | 0  | 2  | −2   | Segunda División                           |

Actualizado a los partidos jugados el 16 de agosto de 2025.
 Fuente: BeSoccer

### Evolución de la clasificación
| Equipo       | 01 | 02 | 03 | 04 | 05 | 06 | 07 | 08 | 09 | 10 | 11 | 12 | 13 | 14 | 15 | 16 | 17 | 18 | 19 | 20 | 21 | 22 |
| ------------ | -- | -- | -- | -- | -- | -- | -- | -- | -- | -- | -- | -- | -- | -- | -- | -- | -- | -- | -- | -- | -- | -- |
| Al-Gharafa   | 1  |    |    |    |    |    |    |    |    |    |    |    |    |    |    |    |    |    |    |    |    |    |
| Al-Rayyan    | 2  |    |    |    |    |    |    |    |    |    |    |    |    |    |    |    |    |    |    |    |    |    |
| Al-Shamal    | 3  |    |    |    |    |    |    |    |    |    |    |    |    |    |    |    |    |    |    |    |    |    |
| Qatar SC     | 4  |    |    |    |    |    |    |    |    |    |    |    |    |    |    |    |    |    |    |    |    |    |
| Al-Arabi     | 5  |    |    |    |    |    |    |    |    |    |    |    |    |    |    |    |    |    |    |    |    |    |
| Al-Wakrah    | 6  |    |    |    |    |    |    |    |    |    |    |    |    |    |    |    |    |    |    |    |    |    |
| Al-Shahaniya | 7  |    |    |    |    |    |    |    |    |    |    |    |    |    |    |    |    |    |    |    |    |    |
| Al-Duhail    | 8  |    |    |    |    |    |    |    |    |    |    |    |    |    |    |    |    |    |    |    |    |    |
| Al-Sadd      | 9  |    |    |    |    |    |    |    |    |    |    |    |    |    |    |    |    |    |    |    |    |    |
| Umm-Salal    | 10 |    |    |    |    |    |    |    |    |    |    |    |    |    |    |    |    |    |    |    |    |    |
| Al-Sailiya   | 11 |    |    |    |    |    |    |    |    |    |    |    |    |    |    |    |    |    |    |    |    |    |
| Al-Ahli      | 12 |    |    |    |    |    |    |    |    |    |    |    |    |    |    |    |    |    |    |    |    |    |

### Resultados
| Local \ Visitante | AHL | ARA | DUH | GHA | RAY | SAD | SAI | SHH | SHM | WAK | QAT | UMM |
| ----------------- | --- | --- | --- | --- | --- | --- | --- | --- | --- | --- | --- | --- |
| Al-Ahli           | —   |     |     |     |     |     |     |     |     |     |     |     |
| Al-Arabi          |     | —   |     |     |     |     |     |     |     | 2–2 |     |     |
| Al-Duhail         |     |     | —   |     |     |     |     |     | 1–1 |     |     |     |
| Al-Gharafa        |     |     |     | —   |     |     |     |     |     |     |     | 4–2 |
| Al-Rayyan         |     |     |     |     | —   |     | 3–1 |     |     |     |     |     |
| Al-Sadd           |     |     |     |     |     | —   |     |     |     |     | 2–3 |     |
| Al-Sailiya        |     |     |     |     |     |     | —   |     |     |     |     |     |
| Al-Shahaniya      |     |     |     |     |     |     |     | —   |     |     |     |     |
| Al-Shamal         | 2–0 |     |     |     |     |     |     |     | —   |     |     |     |
| Al-Wakrah         |     |     |     |     |     |     |     |     |     | —   |     |     |
| Qatar S. C.       |     |     |     |     |     |     |     |     |     |     | —   |     |
| Umm-Salal         |     |     |     |     |     |     |     |     |     |     |     | —   |